# Kitchens of Distinction
Kitchens of Distinction (en ocasiones abreviado como KoD) son una banda de rock inglesa formada en Tooting, Sur de London en 1986. El trío conformado por el vocalista principal y bajista Patrick Fitzgerald, el guitarrista Julian Swales y el baterista Daniel Goodwin.
La banda fue considerada parte del subgénero Shoegaze y lanzó cuatro álbumes de estudio antes de disolverse en 1996. En septiembre del 2012, Patrick Fitzgerald anuncia la reunión de Kitchens of Distinction, seguido por el lanzamiento de su quinto álbum en 2013, después de 19 años de su último álbum. 
Kitchens of Distinction no consiguió el éxito comercial ni un amplio reconocimiento como sus otros contemporáneos del Shoegaze, ya que Fitzgerald era abiertamente gay y tocaba a menudo el tema en sus letras. Gran parte de la cobertura de prensa encasilló la imagen de la banda como resultado de su sexualidad, incluso cuando Fitzgerald expresó su disgusto por que Kitchens of Distinction fuera etiquetada como una "banda gay".

## Historia

### Inicios hasta la separación (1986-1996)
Dan Goodwin (baterista) conoció a Julian Swales (guitarrista) en la universidad en 1980 y Swales conoció a Patrick Fitzgerald (vocalista/bajista) en una fiesta en 1985. El trío comenzó a ensayar ese mismo año, tomando su nombre de una empresa del mismo nombre que se especializaba en la decoración del hogar y accesorios de cocina y plomería, después de que Swales viera uno de sus anuncios en el costado de un autobús mientras andaba en bicicleta. El primer sencillo de Kitchens fue "the Last Gasp Death Shuffle" (que contó con Swales como voz principal y bajo, además de guitarra) el cual fue grabado en solo un día en un disco de ocho pistas en un sótano de Kennington y se lanzó en diciembre de 1987. Fue nombrado como "Sencillo de la Semana" en NME y llevó a la banda a firmar con el sello independiente británico One Little Indian Records (OLI); Por esta época, Fitzgerald quien estudiaba medicina, dejó su carrera en suspenso para dedicarse por completo a la banda. Sus primeros sencillos para OLI fueron "Prize" lanzado en 1988 y ""The 3rd Time We Opened the Capsule" lanzado en 1989, los cuales llegaron a la lista de los "100 mejores singles independientes de la historia de los escritores de NME", publicada el 25 de julio de 1992.
Su primer álbum de larga duración, Love is Hell, fue lanzado en abril de 1989. La voz de Fitzgerald, apasionada, expresiva y en ocasiones muy personal, se deslizaba sobre lo que parecía una masa de guitarras arremolinadas, aunque la banda sólo tenía un guitarrista. El estilo de Swales, cargado de efectos, lo llevó a comparaciones con los guitarristas de the Chameleons, Cocteau Twins y A.R. Kane. El sonido melódico y abstracto de KOD fue precursor de la escena Shoegaze de finales de los 80 y principios de los 90.
A pesar de un comienzo prometedor, la banda enfrentó una recepción moderada por parte de la industria musical popular, generalmente debido a su contenido lírico. Por ejemplo, "Margaret's Injection", en el EP Elephantine de 1989, fue una fantasía acerca de matar a la entonces Primer Ministro Margaret Thatcher. Fitzgerald era abiertamente gay, ya que había salido del armario en 1984, y sus letras no tenían complejos, especialmente en temas como "Prize" y "Within the Daze of Passion". A&M Records le permitió a Fitzgerald expresarse en sus letras, sin pedirle nunca que las cambiara ni se encerrara en las entrevistas. Fitzgerald dijo que estaba "más interesado en presentar el estilo de vida gay como una cosa positiva" en lugar de escribir letras autocompasivas y enojadas.
Incluso los programas de televisión más enfocados en el indie como Snub TV y Rapido no lograron darles mucha cobertura, aunque Snub TV reprodujo el vídeo de la canción principal de su EP de 1991, Drive that Fast. Asimismo, al principio no les ofrecieron una sesión de radio de John Peel; aunque eventualmente la consiguieron  después de preguntarle personalmente a Peel, después de una actuación en Glastonbury que él apreció.
Kitchens of Distinction a veces realizaba conciertos "secretos" bajo el alter ego Toilets of Destruction. Un ejemplo fue en Bull & Gate en Kentish Town el 6 de agosto de 1990, donde la banda apareció vestida de drag y tocó versiones de ABBA, David Bowie y Bauhaus. 
El grupo firmó con A&M Records en Estados Unidos en 1990 y entró al estudio con el productor Hugh Jones. Su segundo álbum, Strange Free World, fue lanzado en febrero de 1991 y dio lugar a algunas caras A de éxito moderado como "Drive that Fast" y "Quick as Rainbows", las cuales fueron muy bien recibidas por la radio universitaria en los Estados Unidos. La banda volvió al estudio en 1992, nuevamente con Jones a la cabeza, y su tercer álbum, The Death of Cool, salió en agosto de ese año; recibió su nombre en honor al fallecimiento de Miles Davis, quien había fallecido recientemente y cuyo influyente álbum titulado The Birth of the Cool se lanzó en 1950. A&M se opuso a la elección de la banda de "Breathing Fear" para el primer sencillo, debido a su tema delicado (ataques a los homosexuales), por lo que "Smiling" se convirtió en el sencillo inicial del álbum en Estados Unidos. La banda realizó numerosas giras, incluida una apertura de gran repercusión para su compañera de sello estadounidense Suzanne Vega. En retrospectiva, Swales dijo que la gira fue una "completa pérdida de tiempo y un desastre de principio a fin" debido a la disparidad entre el estilo de soft rock de Vega y la estridencia de Kitchens of Distinction.
Más tarde, en 1993, KOD comenzó a trabajar en su cuarto álbum, coproduciéndolo ellos mismos con el ingeniero Pete Bartlett. OLI rechazo el álbum dos veces y eventualmente tanto el sello discográfico como la banda acordaron contratar al prometedor productor Pascal Gabriel para trabajar en un par de temas. Una de las quejas del sello sobre el álbum tal como lo presentó originalmente la banda fue que parecía carecer de un potencial sencillo exitoso, por lo que Gabriel produjo una nueva canción ("Come on Now") que la banda escribió después de que el resto del álbum ya había sido grabado; Gabriel también remezcló dos de las otras pistas del álbum (la canción de apertura "Sand on Fire" y el primer sencillo "Now It's Time to Say Goodbye"). El álbum resultante, Cowboys and Aliens, fue lanzado en el Reino Unido en octubre de 1994; aunque la banda admitió que disfrutaron trabajar con Gabriel, los cambios no ayudaron en nada a las pésimas ventas del álbum. Cuando el álbum se lanzó en Estados Unidos a principios de 1995, fue ignorado en gran medida por la misma radio y medios de rock alternativo que los habían apoyado algunos años atrás. A finales de ese año, tanto A&M como OLI abandonaron la banda. 
Acortando su nombre a Kitchens O.D. y firmando con el sello independiente con sede en Londres, Fierce Panda Records, publicaron un sencillo, "Feel My Genie" en mayo de 1996, que fue nombrado 'Sencillo de la semana' por Melody Maker, pero el grupo se disolvió oficialmente ese verano después de una despedida en el concierto en Kings Cross en Londres.

### De la disolución al reencuentro (1996-presente)
Fitzgerald continuó grabando y lanzando música bajo el nombre de Fruit (que no debe confundirse con la banda australiana del mismo nombre), un proyecto que también contó con las voces invitadas de Miki Berenyi de Lush e Isabel Monteiro de Drugstore. También fundó Lost Girls, un proyecto con Heidi Berry, artista de 4AD; se publicó un sencillo titulado "Needle's Eye", el que eventualmente estuvo en un álbum completo en 2014. 
Desde el año 2000, ha estado grabando como Stephen Hero y ha publicado varios lanzamientos con ese nombre. La última es Aparición en el bosque, estrenada en noviembre de 2009.
A pesar de los rumores de una colaboración con Terry Bickers (de The House of Love y Levitation), Swales pasó a escribir partituras para cine, teatro y danza.
En septiembre de 2012, Fitzgerald anunció que él y Swales habían grabado y estaban en proceso de editar diez canciones nuevas. El trío reunido formado por Fitzgerald, Swales y Goodwin lanzó su quinto álbum de estudio Folly, su primer álbum nuevo en 19 años, el 30 de septiembre de 2013.
El tan esperado álbum de Lost Girls fue lanzado en octubre de 2014 por 3 Loop Music en los formatos de vinilo, descargable y como edición ampliada en 2 CDs (con demos y pistas adicionales).
- Patrick Fitzgerald (nació el 7 de abril de 1964, Basilea, Suiza) – voz, bajo
- Julian Swales (nació el 23 de marzo de 1962, Cwmbrân, Gales) - guitarra, voz (ocasionalmente)
- Daniel Goodwin (nació el 22 de julio de 1962, Londres, Inglaterra) - batería, percusión

## Discografía

### Álbumes
| Año                                                    | Detalles del álbum | Máximas posiciones en las listas |
| Año                                                    | Detalles del álbum | Reino Unido                      |
| ------------------------------------------------------ | --- | -------------------------------- |
| 1989                                                   | Love is Hell - Lanzamiento: abril 1989 - Sello: One Little Indian (TPLP9) - Formatos: CD, LP, Cassette                 | —                                |
| 1991                                                   | Strange Free World - Lanzamiento: 18 de marzo de 1991 - Sello: One Little Indian (TPLP19) - Formatos: CD, LP, Cassette | 45                               |
| 1992                                                   | The Death of Cool - Lanzamiento: 3 de agosto de 1992 - Sello: One Little Indian (TPLP39) - Formatos: CD, LP Cassette   | 72                               |
| 1994                                                   | Cowboys and Aliens - Lanzamiento: 3 de octubre de 1994 - Sello: One Little Indian (TPLP53) - Formatos: CD, LP          | —                                |
| 2013                                                   | Folly - Lanzamineto: 30 de septiembre de 2013 - Sello: 3 Loop Music - Formatos: CD, LP                                 | —                                |
| "—" denota un lanzamiento que no figura en las listas. | |                                  |

### Recopilaciones
| Año                                                   | Detalles de álbum | Máximas posiciones en las listas |
| Año                                                   | Detalles de álbum | Reino unido                      |
| ----------------------------------------------------- | --- | -------------------------------- |
| 2003                                                  | Capsule: The Best of KOD 1988-94 - Lanzamiento: 21 de abril de 2003 - Sello: One Little Indian (TPLP613) - Formatos: 2 CDs | —                                |
| 2017                                                  | Watch Our Planet Circle - Lanzamiento: 3 de marzo de 2017 - Sello: One Little Indian (TLP1394BOX) - Formatos: 6 CDs        | —                                |
| "—" denota un lanzamiento que no figura en las listas | |                                  |

### Sencillos y EPs
| Canción                                               | Fecha de lanzamiento | Información de lanzamiento | Formatos            | Listas de Sencillos de Reino Unido | US Alt | Álbum                          |
| ----------------------------------------------------- | -------------------- | -------------------------- | ------------------- | ---------------------------------- | ------ | ------------------------------ |
| "The Last Gasp Death Shuffle"/"Escape"                | Diciembre de 1987    | Gold Rush (GRR3)           | 7"                  | —                                  | —      | No forma parte de ningún álbum |
| "Prize"                                               | Octubre de 1988      | One Little Indian (12TP)   | 12"                 | —                                  | —      | Love Is Hell                   |
| "The 3rd Time We Opened the Capsule"                  | Mayo de 1989         | One Little Indian (19TP)   | 12"                 | —                                  | —      | Love Is Hell                   |
| Elephantine EP                                        | Octubre de 1989      | One Little Indian (29TP)   | CD, 12"             | —                                  | —      | No forma parte de ningún álbum |
| "Quick as Rainbows"                                   | Marzo de 1990        | One Little Indian (43TP)   | CD, 12"             | —                                  | 18     | Strange Free World             |
| "Gorgeous Love"1                                      | Diciembre de 1990    | A&M                        | Promo CD, promo 12" | —                                  | —      | Strange Free World             |
| Drive that Fast EP                                    | Enero de 1991        | One Little Indian (49TP)   | CD, 7", 12"         | 93                                 | 12     | Strange Free World             |
| "Breathing Fear"                                      | Mayo de 1992         | One Little Indian (59TP)   | CD, 7", 12"         | —                                  | —      | The Death of Cool              |
| "When in Heaven"                                      | Agosto de 1992       | One Little Indian (69TP)   | CD, 12"             | —                                  | —      | The Death of Cool              |
| "Smiling"1                                            | Septiembre de 1992   | A&M                        | Promo 12"           | —                                  | 15     | The Death of Cool              |
| "4 Men"1                                              | Octubre de 1992      | A&M                        | Promo CD            | —                                  | 28     | The Death of Cool              |
| "Now It´s Time to Say Goodbye"                        | Septiembre de 1994   | One Little Indian (111TP)  | CD, 12"             | 86                                 | —      | Cowboys and Aliens             |
| "Cowboys and Aliens"1                                 | Enero de 1995        | A&M                        | Promo CD            | —                                  | —      | Cowboys and Aliens             |
| "Feel My Genie"/"To Love a Star"2                     | Mayo de 1996         | Fierce Panda (NING19)      | CD, 7"              | —                                  | —      | No forma parte de ningún álbum |
| "Japan to Jupiter"1                                   | Septiembre de 2013   | 3 Loop Music               | Promo CD            | —                                  | —      | Folly                          |
| "Extravagance"                                        | Abril de 2014        | 3 Loop Music               | 10"                 | —                                  | —      | Folly                          |
| "—" denota un lanzamiento que no figura en las listas |                      |                            |                     |                                    |        |                                |

Notas:
- 1 Lanzamientos solo promocionales.
- 2 "Feel My Genie"/"To Love a Star" se lanzó bajo el nombre de Kitchens O.D.

### Pistas que no pertenecen a ningún álbum
- "Pastor Niemöller's Lament (Never Again)", que se encuentra en The Disagreement of the People, un álbum recopilatorio de artistas en contra de la Ley de justicia penal y orden público de 1994 (noviembre de 1995, Cooking Vinyl)

### Covers
- "White Horses" (1994; cara B del sencillo británico "Now It's Time to Say Goodbye" y del sencillo estadounidense "Cowboys and Aliens"): una versión del tema principal de la serie de televisión de los años 60s The White Horses (originalmente interpretada por Jackie Lee; un éxito entre los 10 primeros del Reino Unido durante abril de 1968). Con una rara voz principal de Swales, se incluyó por primera vez en un casete gratuito que se regaló con un periódico musical del Reino Unido antes de publicarse como cara B.